# Санта Мария ла Фоса
Санта Марѝя ла Фо̀са (на италиански: Santa Maria la Fossa) е малко градче и община в Южна Италия, провинция Казерта, регион Кампания. Разположено е на 16 m надморска височина. Населението на общината е 2745 души (към 2010 г.).